# إد يحيى أوحماد (آيت على نتاكوت)
إد يحيى أوحماد هو دُوَّار يقع بجماعة إيبضر، إقليم سيدي إفني، جهة كلميم واد نون في المملكة المغربية. ينتمي الدوّار لمشيخة آيت على نتاكوت التي تضم 63 دوار. يقدر عدد سكانه بـ 248 نسمة حسب الإحصاء الرسمي للسكان والسكنى لسنة 2004.

## روابط خارجية
- البوابة الوطنية للجماعات الترابية
- المندوبية السامية للتخطيط